# Ulysses (Nebraska)
Ulysses és una població dels Estats Units a l'estat de Nebraska. Segons el cens del 2000 tenia 276 habitants.

## Demografia
Segons el cens del 2000, Ulysses tenia 276 habitants, 107 habitatges, i 78 famílies. La densitat de població era de 532,8 habitants per km².
Dels 107 habitatges en un 31,8% hi vivien nens de menys de 18 anys, en un 59,8% hi vivien parelles casades, en un 10,3% dones solteres, i en un 27,1% no eren unitats familiars. En el 21,5% dels habitatges hi vivien persones soles el 14% de les quals corresponia a persones de 65 anys o més que vivien soles. El nombre mitjà de persones vivint en cada habitatge era de 2,58 i el nombre mitjà de persones que vivien en cada família era de 3,05.
Per edats la població es repartia de la següent manera: un 29,3% tenia menys de 18 anys, un 5,1% entre 18 i 24, un 30,4% entre 25 i 44, un 20,7% de 45 a 60 i un 14,5% 65 anys o més.
L'edat mediana era de 34 anys. Per cada 100 dones de 18 o més anys hi havia 85,7 homes.
La renda mediana per habitatge era de 31.500 $ i la renda mediana per família de 39.306 $. Els homes tenien una renda mediana de 27.321 $ mentre que les dones 20.000 $. La renda per capita de la població era de 14.022 $. Aproximadament el 4,9% de les famílies i el 10,5% de la població estaven per davall del llindar de pobresa.

## Poblacions més properes
El següent diagrama mostra les poblacions més properes.